# A Debreceni VSC 1998–1999-es szezonja
A Debreceni VSC 1998–1999-es szezonjának mérlege: közepes teljesítmény a hazai bajnokságban, magyar kupa-győzelem, és menetelés az UEFA Intertotó kupában.
| Debreceni VSC-Epona                                | Debreceni VSC-Epona |
| -------------------------------------------------- | --- |
|                                                    | |
| Vezetőedző                                         | Herczeg András (1-11. fordulóban) Garamvölgyi Lajos (12-34. fordulóban)                                                              |
| Bajnoki helyezés                                   | 9. |
| Magyar kupa                                        | Kupagyőztes |
| Gólkirályok                                        | Bajnokság: Ilea, Nicolae (17) Összesen: Ilea, Nicolae (43)                                                                           |
| Legmagasabb hazai nézőszám                         | 8, 000 vs Diósgyőri FC (1999. március 6.) 8, 000 vs Újpest FC (1999. március 13.)                                                    |
| Legalacsonyabb hazai nézőszám                      | 3, 000 vs Gázszer FC (1998. november 21.) 3, 000 vs Vasas DH (1999. május 5. 3, 000 vs Haladás-Milos (1999. május 15.)               |
| Legnagyobb hazai győzelem                          | 6–1 vs Ferencvárosi TC (1999. április 10.) 5–0 vs Videoton FC Fehérvár (1998. szeptember 19.) 5–0 vs Diósgyőri FC (1999. március 6.) |
| {\displaystyle \leftarrow } Előző szezon 1997–1998 | Következő szezon {\displaystyle \rightarrow } 1999–2000                                                                              |
| Frissítve: 2009. február 25.                       | |

## Események

### Ősz
- 1998. július 9. - A Tiszavasvári elleni edzőmérkőzésen Sorin Cipcar és Siklósi Csaba próbajátékosként szerepelt az együttesben.
- 1998. július 12. - Bekapcsolódott a csapat munkájába Sándor Tamás, a klub egykori, az olasz Torino FC jelenlegi labdarúgója. Sándor Tamás minden valószínűség szerint kölcsönjátékosként Izraelben folytatja pályafutását.
- 1998. július 31. - Gólerős csatárt igazoltak a klub vezetői a román Gloria Bistriţa együttesétől. Radu Sabo korábban a kolozsvári egyetemi csapatban is játszott.
- 1998. augusztus 29. - Arany medáliát kapott Sándor Csaba, aki a Zalaegerszegi TE ellen a 250. élvonalbeli mérkőzésén játszott a Lokiban.
- 1998. szeptember 26. - Betörők jártak Dombi Tibor lakásában, s ellopták a csatár iratait, pénztárcáját és mobiltelefonját.
- 1998. szeptember 28. - Kifizette az Újpest FC a Debreceni VSC-től kölcsönvett Szanyó Károlyért járó egymillió forintot.
- 1998. október 5. - Jegyhamisítás miatt ismeretlen tettesek ellen feljelentést tett Erdei Zoltán ügyvezető elnök.
- 1998. október 20. - Garamvölgyi Lajost nevezték ki a klub szakmai igazgatójának.
- 1998. október 27. - Erdei Zoltán ügyvezető elnök szerződést bontott Herczeg András vezetőedzővel, s az edzői teendőkkel Garamvölgyi Lajost bízta meg.
- 1998. november 7. - Herczeg Andrást nevezték ki az olimpiai válogatott pályaedzőjének.
- 1998. december 10. - Húszmillió forint gyorssegélyt vár a nehéz anyagi helyzetben lévő klub a helyi önkormányzattól és a MÁV-tól.

### Tavasz
- 1999. január 2. - A klub vezetői engedélyezték Szanyó Károlynak, hogy továbbra is az Újpest FC-ben játszhasson.
- 1999. január 31. - Dombi Tibor, a csapat válogatott csatára Lóránd Dezső menedzser társaságában Angliába utazott, hogy tárgyaljon a másodosztályban szereplő Huddersfield Town vezetőivel.
- 1999. február 14. - Hazaérkezetz angliai próbajátékáról Dombi Tibor, de egyezségre nem jutott a Huddersfield Town csapatával.
- 1999. február 16. - Nicolae Ilea és Liviu Goian megegyezett Erdei Zoltán ügyvezető elnökkel, és aláírták a prémium átütemezéséről szóló szerződést.
- 1999. március 17. - Lemondott Erdei Zoltán, a klub ügyvezető elnöke.
- 1999. március 25. - A DVSC Labdarúgó Kft. ügyvezetői, Győri Gyula, Nagy Sándor és Garamvölgyi Lajos három főből álló bizottságot bíztak meg a cég átvilágításával.
- 1999. március 29. - Az átvilágítást végzők megállapították, hogy több mint 100 millió forint adósságot halmozott fel a labdarúgócsapatot működtető kft.
- 1999. április 6. - A kft. vezetői új megállapodást kínáltak a focistáknak. Ezek szerint havonta 100 ezer forint plusz áfa munkabért kapnak, győzelemért 2,2 millió forint, míg döntetlenért 600 ezer forint jár a csapatnak.
- 1999. április 10. - Nagyszerű játékkal 6–1-re győzött a csapat a Ferencvárosi TC ellen. A mérkőzés hőse a három gólt szerző Radu Sabo volt.
- 1999. április 14. - A debreceni Héliker Rt. 3,5 millió forintot fizetett a román Gloria Bistriţa csapatának, így Radu Sabo 2000. július 31-ig a Debreceni VSC labdarúgója maradhat.
- 1999. május 11. - Bodnár László orvosi vizsgálatra Kijevbe utazott. A játékost a világhírű Dinamo Kijiv szeretné leigazolni.
- 1999. május 20. - 2–1-re nyert a csapat a Magyar Kupa döntőjében a Lombard FC Tatabánya ellen.
- 1999. június 1. - A Magyar kupa megnyeréséért 12,2 millió forintot osztottak szét a játékosok és a vezetők között.
- 1999. június 9. - A Dinamo Kijiv edzője, Valeriy Lobanovskyi üzent, hogy egyelőre nem kívánják szerződtetni Bodnár Lászlót.
- 1999. június 25. - A Bundesligában szereplő Eintracht Frankfurt szerződtette Dombi Tibort.

## Mérkőzések

### Professzionális Nemzeti Bajnokság

#### PNB, 1. forduló
| 1998. szeptember 8. | Debreceni VSC-Epona                    | 3 – 1   | BVSC-Zugló FC                              | Oláh Gábor úti Stadion Nézőszám: 3, 500 Játékvezető: Puhl (magyar) |
| 1998. szeptember 8. | Kiss Z. 51' Ilea 70' Böőr 82' Vadicska | (0 – 0) | Kiss I. 88' Pomper Vincze Z. 90′ Brovcenko | Oláh Gábor úti Stadion Nézőszám: 3, 500 Játékvezető: Puhl (magyar) |

Debreceni VSC-Epona: Fekete R. - Stupar (Ilea 46.), Goian, Pető Z. - Sándor Cs., Vadicska - Dombi, Bagoly (Böőr 21.), Szatmári - Kiss Z. (Madar T. 72.), Csehi Z. Edző: Herczeg András.
BVSC-Zugló FC: Koszta - Szakos, Bondarenko, Pomper, Vincze Z. - Füzi K. (Polonkai 54.), Molnár Z., Resko - Brovcenko, Usvat (Kiss I. 57.) - Anghel (Szaszovszky 78.). Edző: Sándor István.

#### PNB, 2. forduló
| 1998. augusztus 1. | Diósgyőri FC | 0 – 0   | Debreceni VSC-Epona | DVTK Stadion Nézőszám: 12, 000 Játékvezető: Varga S. (magyar) |
| 1998. augusztus 1. | Téger        | (0 – 0) | Bagoly Sándor Cs.   | DVTK Stadion Nézőszám: 12, 000 Játékvezető: Varga S. (magyar) |

Diósgyőri FC: Nota - Kuttor, Smiljanic, Téger, Kovács T. - Turóczi (Babos Á. 46.), Kiser, Szabó T. (Buliga 76.), Buzás - Kulcsár, Egressy. Edző: Tornyi Barnabás.
Debreceni VSC-Epona: Fekete R. - Stupar, Goian, Szatmári (Ilea 75.) - Sándor Cs. - Böőr, Bagoly (Sabo 69.), Pető Z., Vadicska - Dombi, Csehi (Ulveczki 88.). Edző: Herczeg András.

#### PNB, 3. forduló
| 1998. augusztus 8. | Újpest FC                                           | 3 – 2   | Debreceni VSC-Epona                                | Szusza Ferenc Stadion Nézőszám: 7, 000 Játékvezető: Kurmai (magyar) |
| 1998. augusztus 8. | Kovács Z. 30' 84' Korsós A. 75' Fehér Cs. Kiskapusi | (1 – 0) | Dombi 48' Pető Z. 79' Pető Z. Vadicska Bagoly Böőr | Szusza Ferenc Stadion Nézőszám: 7, 000 Játékvezető: Kurmai (magyar) |

Újpest FC: Bíró - Sebők V. - Tamási Z., Fehér Cs. - Jenei, Pető T., Kozma I. (Szanyó 31.; Kiskapusi 77.), Tóth N. - Herczeg M. (Eszenyi 81.), Kovács Z., Korsós A. Edző: Várhidi Péter.
Debreceni VSC-Epona: Fekete - Goian - Stupar (Bodnár 77.), Vadicska, Pető Z. - Böőr, Sándor Cs., Bagoly (Ilea 77.), Szatmári (Siklósi 77.) - Dombi, Csehi. Edző: Herczeg András.

#### PNB, 4. forduló
| 1998. augusztus 15. | Debreceni VSC-Epona                        | 1 – 2   | Győri ETO FC                                          | Oláh Gábor úti Stadion Nézőszám: 6, 000 Játékvezető: Hajdó (magyar) |
| 1998. augusztus 15. | Dombi 70' Bagoly Goian Bodnár Vadicska 53′ | (0 – 1) | Vayer 7' Korsós Gy. 91' Somogyi J. Salagean Lazar 53′ | Oláh Gábor úti Stadion Nézőszám: 6, 000 Játékvezető: Hajdó (magyar) |

Debreceni VSC-Epona: Fekete - Pető Z., Goian, Szatmári - Sándor Cs. (Bodnár 28.), Vadicska - Dombi, Bagoly (Stupar 66.), Böőr (Siklósi 50.) - Csehi, Ilea. Edző: Herczeg András.
Győri ETO FC: Molnár L. - Korsós Gy., Lakos, Stark - Mracskó, Csató S., Somogyi J., Salagean - Baumgartner (Szarvas 75.), Lazar, Vayer (Rósa D. 79.). Edző: Reszeli Soós István.

#### PNB, 5. forduló
| 1998. augusztus 22. | Zalahús ZTE FC                                                               | 3 – 0   | Debreceni VSC-Epona              | ZTE Aréna Nézőszám: 9, 000 Játékvezető: Kiss G. (magyar) |
| 1998. augusztus 22. | Strasser 29' Németh T. 36' Sebők J. 38' (11-esből) Sebők J. Filó A. Strasser | (3 – 0) | Bodnár Sándor Cs. Szatmári Goian | ZTE Aréna Nézőszám: 9, 000 Játékvezető: Kiss G. (magyar) |

Zalahús ZTE FC: Vlaszák - Csóka, Strasser, Filó A. - Babati (Kámán 80.), Somfalvi (Tóth Z. 63.), Arany (Szabó II Zs. 56.), Molnár B., Németh T. - Szőke, Sebők J. Edző: Strausz László.
Debreceni VSC-Epona: Fekete - Szatmári, Goian, Pető Z. - Sándor Cs. (Ilea 68.), Stupar - Bodnár (Siklósi 46.), Sabo (Kovács N. 59.), Böőr - Dombi, Csehi. Edző: Herczeg András.

#### PNB, 6. forduló
| 1998. augusztus 29. | Debreceni VSC-Epona        | 2 – 1   | Vác FC-Zollner                                   | Oláh Gábor úti Stadion Nézőszám: 5, 000 Játékvezető: Varga S. (magyar) |
| 1998. augusztus 29. | Goian 35' Böőr 68' Pető Z. | (1 – 0) | Vojtekovszki 73' (11-esből) V. Kopunovic Romanek | Oláh Gábor úti Stadion Nézőszám: 5, 000 Játékvezető: Varga S. (magyar) |

Debreceni VSC-Epona: Fekete - Stupar, Goian, Pető Z. (Böőr 57.) - Sándor Cs., Vadicska - Dombi, Bagoly, Szatmári - Kiss Z. (Ilea 55.), Csehi (Madar T. 84.). Edző: Herczeg András.
Vác FC-Zollner: Halász - Kasza, Nagy T., Lévai, Boda (Vitelki 62.) - Vojtekovszki, Schwarcz, Vén (Sipeki 82.), Romanek - V. Kopunovic (Andrássy 68.), Horváth P. Edző: Csank János.

#### PNB, 7. forduló
| 1998. szeptember 12. | Ferencvárosi TC                                       | 2 – 0   | Debreceni VSC-Epona | Albert Flórián Stadion Nézőszám: 9, 000 Játékvezető: Kiss G. (magyar) |
| 1998. szeptember 12. | Bükszegi 26' Schultz L. 51' Nagy N. Mátyus Schultz L. | (1 – 0) | Szatmári            | Albert Flórián Stadion Nézőszám: 9, 000 Játékvezető: Kiss G. (magyar) |

Ferencvárosi TC: Udvarácz - Telek - Szűcs M. (Schultz L. 27.), Mátyus - Kriston, Nyilas (Szabics 84.), Kovács B., Füzi Á. (Vincze O. 46.), Nagy N. - Bükszegi, Selimi. Edző: Nyilasi Tibor.
Debreceni VSC-Epona: Fekete - Goian - Pető Z., Szatmári - Dombi, Sándor Cs. (Sabo 68.), Vadicska, Benczik (Ulveczki 20.), Böőr - Kiss Z. (Ilea 56.), Csehi. Edző: Herczeg András.

#### PNB, 8. forduló
| 1998. szeptember 19. | Debreceni VSC-Epona                                      | 5 – 0   | Videoton FC Fehérvár                     | Oláh Gábor úti Stadion Nézőszám: 5, 000 Játékvezető: Hanyecz (magyar) |
| 1998. szeptember 19. | Vadicska 2' 60' Csehi 37' Böőr 73' Dombi 88' Stupar Sabo | (2 – 0) | Schindler Makrickij Horváth A. Schneider | Oláh Gábor úti Stadion Nézőszám: 5, 000 Játékvezető: Hanyecz (magyar) |

Debreceni VSC-Epona: Fekete - Stupar, Goian, Pető Z. (Böőr 66.) - Sándor Cs., Vadicska - Dombi, Sabo (Siklósi 82.), Szatmári - Csehi (Kiss Z. 76.), Ilea. Edző: Herczeg András.
Videoton FC Fehérvár: Milinte - Tóth A., Makrickij, Schindler - Máriási, Puskas, Vancsa, Lázár (Horváth A. 61.), Zsivóczky (Schneider 46.) - Kuntic (Waltner 75.), Lukács. Edző: Csongrádi Ferenc.

#### PNB, 9. forduló
| 1998. szeptember 26. | Nyírség-Spartacus                                            | 4 – 2   | Debreceni VSC-Epona                                      | Sóstói Stadion Nézőszám: 16 000 Játékvezető: Vágner (magyar) |
| 1998. szeptember 26. | Kiss Gy. 49' Kirchmayer 57' (11-esből) Novák 62' Kondora 71' | (0 – 0) | Siklósi 77' Goian 92' Goian Fekete Ilea Szatmári Pető Z. | Sóstói Stadion Nézőszám: 16 000 Játékvezető: Vágner (magyar) |

Nyírgés-Spartacus: Celeski - Cap - Szatke, Ács - Kondora, Nagy S. (Göncz 91.), Kiss Gy., Karkusz - Szabó A. - Novák (László B. 82.), Kirchmayer (Capatina 72.). Edző: Őze Tibor.
Debreceni VSC-Epona: Fekete - Stupar, Goian, Pető Z. - Sándor Cs. (Benczik 53.), Vadicska - Dombi, Sabo (Siklósi 53.), Szatmári (Böőr 61.) - Csehi, Ilea. Edző: Herczeg András.

#### PNB, 10. forduló
| 1998. október 3. | Debreceni VSC-Epona | 1 – 2   | Dunaferr SE                                       | Oláh Gábor úti Stadion Nézőszám: 4, 000 Játékvezető: Piller (magyar) |
| 1998. október 3. | Dombi 85' Bodnár    | (0 – 0) | Jeremejev 49' Nicsenko 51' Popovics Dudás Rósa H. | Oláh Gábor úti Stadion Nézőszám: 4, 000 Játékvezető: Piller (magyar) |

Debreceni VSC-Epona: Fekete - Bodnár (Bagoly 87.), Stupar, Vadicska - Dombi, Benczik (Sándor Cs. 38.), Bernáth, Siklósi, Böőr - Kiss Z. (Sabo 38.), Ilea. Edző: Herczeg András.
Dunaferr SE: Kovácsevics - Éger, Salamon, Mikler - Rósa H. - Popovics (Jeremejev 46.), Jäkl, Zavadszky, Lengyel (Cseke L. 46.), Dudás (Vaskó 65.) - Nicsenko. Edző: Varga Zoltán.

#### PNB, 11. forduló
| 1998. október 17. | Vasas DH               | 2 – 0   | Debreceni VSC-Epona | Illovszky Rudolf Stadion Nézőszám: 3, 500 Játékvezető: Puhl (magyar) |
| 1998. október 17. | Váczi 2' 60' Galaschek | (1 – 0) | Bagoly              | Illovszky Rudolf Stadion Nézőszám: 3, 500 Játékvezető: Puhl (magyar) |

Vasas DH: Végh - Mónos, Tóth A., Juhásr, Aranyos - Szilveszter, Váczi, Galaschek, Maczó (Zombori 54.) - Hámori F., Pál (Koltai 84.). Edző: Gellei Imre.
Debreceni VSC-Epona: Fekete - Vadicska, Goian, Pető Z. - Bernáth, Bagoly, Böőr, Siklósi, Szatmári (Benczik 69.) - Csehi (Madar T. 63.), Kiss Z. Edző: Herczeg András.

#### PNB, 12. forduló
| 1998. október 24. | Debreceni VSC-Epona | 0 – 2   | Kispest-Honvéd FC                       | Oláh Gábor úti Stadion Nézőszám: 5, 000 Játékvezető: Varga S. (magyar) |
| 1998. október 24. | Goian Vadicska      | (0 – 1) | Borgulya 45' Farkas A. 76' Dubecz Sipos | Oláh Gábor úti Stadion Nézőszám: 5, 000 Játékvezető: Varga S. (magyar) |

Debreceni VSC-Epona: Fekete - Stupar (Bernáth 67.), Goian, Pető Z. - Böőr, Bagoly, Vadicska, Szatmári (Madar T. 46.) - Ulveczki (Kiss Z. 46.), Siklósi, Ilea. Edző: Garamvölgyi Lajos.
Kispest-Honvéd FC: Rott - Farkas A., Sipos, Csábi, Müller - Pintér, Borgulya (Holló 80.), Dubecz, Lóczi - Kabát, Csertői (Azoitei 89.). Edző: Gálhidi György.

#### PNB, 13. forduló
| 1998. október 31. | Haladás-Milos                | 1 – 1   | Debreceni VSC-Epona  | Rohonci úti Stadion Nézőszám: 4, 500 Játékvezető: Bede (magyar) |
| 1998. október 31. | Koller 49' Balassa 41′ Zugor | (0 – 0) | Ulveczki 78' Bernáth | Rohonci úti Stadion Nézőszám: 4, 500 Játékvezető: Bede (magyar) |

Haladás-Milos: Németh G. - Koller, Tóth M., Zugor - Horváth A., Kovács S., Balassa, Vidóczi (Nagy Cs. 81.), Balog Cs. - Bodor I. (Sylla 84.), Plókai M. (Tóth P. 45.). Edző: Mihalecz István.
Debreceni VSC-Epona: Fekete - Bodnár, Goian, Pető Z. - Bernáth, Böőr, Bagoly, Csehi, Szatmári (Madar T. 73.) - Siklósi (Ulveczki 46.), Sabo (Ilea 59.). Edző: Garamvölgyi Lajos.

#### PNB, 14. forduló
| 1998. november 7. | Debreceni VSC-Epona | 0 – 0   | III. Kerület FC-AT       | Oláh Gábor úti Stadion Nézőszám: 3, 500 Játékvezető: Tóth V. (magyar) |
| 1998. november 7. | Vadicska            | (0 – 0) | Vincze G. Filó T. Bencze | Oláh Gábor úti Stadion Nézőszám: 3, 500 Játékvezető: Tóth V. (magyar) |

Debreceni VSC-Epona: Fekete - Bodnár, Goian, Pető Z. - Vadicska, Bagoly (Ulveczki 69.) - Bernáth, Böőr, Szatmári (Madar T. 46.) - Dombi (Ilea 55.), Csehi. Edző: Garamvölgyi Lajos.
III. Kerület FC-AT: Lippai - Gáspár, Varga L., Filó T. - Kovács N., Vincze G., Kecskés, Schultz L. - Tordai - Lendvai P. (Bodor I. 94.), Bencze (Gubán 85.). Edző: Ralf Wilhelms.

#### PNB, 15. forduló
| 1998. október 31. | MTK Hungária FC       | 1 – 2   | Debreceni VSC-Epona                            | Hidegkuti Nándor Stadion Nézőszám: 2, 000 Játékvezető: Szarka (magyar) |
| 1998. október 31. | Balaskó 85' Madar Cs. | (0 – 1) | Sabo 12' Ilea 78' Sabo Vadicska Pető Z. Bodnár | Hidegkuti Nándor Stadion Nézőszám: 2, 000 Játékvezető: Szarka (magyar) |

MTK Hungária FC: Babos G. - Lőrincz E. - Kozma J. (Kincses 33.), Farkas V., Szekeres T. - Madar Cs., Halmai, Illés (Csordás 86.), Szamosi - Balaskó, Preisinger. Edző: Egervári Sándor.
Debreceni VSC-Epona: Fekete - Bodnár, Goian, Pető Z. - Böőr, Vadicska, Bagoly (Sándor Cs. 31.), Szatmári - Sabo (Ilea 71.), Siklósi, Csehi (Bernáth 93.). Edző: Garamvölgyi Lajos.

#### PNB, 16. forduló
| 1998. november 21. | Debreceni VSC-Epona                                 | 4 – 0   | Gázszer FC                  | Oláh Gábor úti Stadion Nézőszám: 3, 000 Játékvezető: Bukovics (magyar) |
| 1998. november 21. | Ilea 20' 51' Sabo 24' Siklósi 45' Szatmári Sabo 50′ | (3 – 0) | Medvid Bekő Dulic Salacz Z. | Oláh Gábor úti Stadion Nézőszám: 3, 000 Játékvezető: Bukovics (magyar) |

Debreceni VSC-Epona: Fekete - Bodnár, Goian, Pető Z. - Böőr, Vadicska (Bagoly 77.), Sándor Cs., Szatmári (Madar T. 89.) - Sabo, Siklósi (Ulveczki 88.), Ilea. Edző: Garamvölgyi Lajos.
Gázszer FC: Kövesfalvi - Mező (Móri 59.), Szalai Cs., Salacz Z. - Salacz J., Dulic, Dvéri (Király P. 60.), Bekő, Medvid - Földes, Tiber (Szekeres Zs. 83.). Edző: Hartyáni Gábor.

#### PNB, 17. forduló
| 1998. október 31. | Siófok FC                   | 0 – 1   | Debreceni VSC-Epona          | Bányász Stadion Nézőszám: 2, 000 Játékvezető: Piller (magyar) |
| 1998. október 31. | Sallai T. Juhász Perger 15′ | (0 – 0) | Böőr 89' Ilea Böőr Csehi 51′ | Bányász Stadion Nézőszám: 2, 000 Játékvezető: Piller (magyar) |

Siófok FC: Posza - Bimbó - Juhász, László A., Perger - Kovács B., Győri, Bozsér, Sallai T. - Ördög (Soós 46.; Márkus 85.), Szabó Z. Edző: Nagy László.
Debreceni VSC-Epona: Fekete - Bodnár (Csehi 24.), Goian, Pető Z. (Ulveczki 46.) - Vadicska, Sándor Cs., Bagoly, Szatmári - Böőr, Siklósi (Kovács N. 84.), Ilea. Edző: Garamvölgyi Lajos.

#### PNB, 18. forduló
| 1999. február 28. | BVSC-Zugló FC | 0 – 1   | Debreceni VSC-Epona | Szőnyi úti Stadion Nézőszám: 1, 000 Játékvezető: Juhos (magyar) |
| 1999. február 28. | Vincze Z.     | (0 – 0) | Ilea 61' (11-esből) | Szőnyi úti Stadion Nézőszám: 1, 000 Játékvezető: Juhos (magyar) |

BVSC-Zugló FC: Koszta - Pomper - Bondarenko, Vincze Z. - Rósa D. (Bajic 65.), Polonkai (Forrai 57.), Détári, Bérczy, Usvat - Aubel (Anghel 46.), Potemkin. Edző: Tajti József.
Debreceni VSC-Epona: Fekete R. - Goian - Bodnár, Pető Z. - Böőr (Bernáth 89.), Bagoly (Siklósi 83.), Vadicska, Kovács N., Szatmári - Dombi, Ilea (Bajzát 85.). Edző: Garamvölgyi Lajos.

#### PNB, 19. forduló
| 1999. március 6. | Debreceni VSC-Epona                               | 5 – 0   | Diósgyőri FC  | Oláh Gábor úti Stadion Nézőszám: 8, 000 Játékvezető: Hanyecz (magyar) |
| 1999. március 6. | Sabo 22' 52' Böőr 54' Dombi 58' Szatmári 79' Ilea | (1 – 0) | Smiljanic 13′ | Oláh Gábor úti Stadion Nézőszám: 8, 000 Játékvezető: Hanyecz (magyar) |

Debreceni VSC-Epona: Fekete - Goian - Vadicska, Pető Z. - Dombi, Bodnár, Sándor Cs., Szatmári (Madar T. 84.) - Böőr (Kovács N. 81.) - Sabo, Ilea (Bagoly 87.). Edző: Garamvölgyi Lajos.
Diósgyőri FC: Rácz - Földvári (Ternován 60.), Smiljanic, Téger, Kovács T. - Turóczi (Varga E. 80.), Kiser, Buzás, Kákóczki - Domokos (Lipták 69.), Szabados. Edző: Szapor Gábor.

#### PNB, 20. forduló
| 1999. március 13. | Debreceni VSC-Epona | 0 – 2   | Újpest FC                                          | Oláh Gábor úti Stadion Nézőszám: 8, 000 Játékvezető: Bukovics (magyar) |
| 1999. március 13. | Pető Z. Böőr        | (0 – 1) | Herczeg M. 31' Kovács Z. 64' Szekeres T. Urbán 24′ | Oláh Gábor úti Stadion Nézőszám: 8, 000 Játékvezető: Bukovics (magyar) |

Debreceni VSC-Epona: Fekete - Goian - Vadicska, Pető Z. - Dombi, Bodnár, Sándor Cs. (Bagoly 46.), Böőr, Szatmári (Siklósi 46.) - Sabo, Csehi (Madar T. 89.). Edző: Garamvölgyi Lajos.
Újpest FC: Bíró - Urbán - Kiskpausi, Tamási Z. - Jenei, Pető T., Szanyó, Tóth N., Szekeres T. - Herczeg M., Kovács Z. Edző: Várhidi Péter.

#### PNB, 21. forduló
| 1999. március 20. | Győri ETO FC                                             | 3 – 1   | Debreceni VSC-Epona                         | Győri ETO-stadion Nézőszám: 8, 000 Játékvezető: Kiss B. (magyar) |
| 1999. március 20. | Balla 25' Somogyi J. 70' (11-esből) Szarvas 80' Salagean | (1 – 1) | Bagoly 6' Pető Z. Dombi Vadicska Constantin | Győri ETO-stadion Nézőszám: 8, 000 Játékvezető: Kiss B. (magyar) |

Győri ETO FC: Molnár L. - Lakos - Bognár, Stark - Baumgartner (Böjte 77.), Csiszár, Somogyi J., Salagean - Lazar (Szarvas 46.), Balla, Vayer. Edző: Reszeli Soós István.
Debreceni VSC-Epona: Fekete - Goian - Bernáth, Sándor Cs. (Constantin 53.), Pető Z. - Dombi, Vadicska, Bagoly, Szatmári - Sabo, Ilea. Edző: Garamvölgyi Lajos.

#### PNB, 22. forduló
| 1999. április 3. | Debreceni VSC-Epona                           | 2 – 0   | Zalahús ZTE FC | Oláh Gábor úti Stadion Nézőszám: 4, 500 Játékvezető: Hajdó (magyar) |
| 1999. április 3. | Sándor Cs. 16' Ilea 39' Ilea Goian Constantin | (2 – 0) | Sebők J. Csóka | Oláh Gábor úti Stadion Nézőszám: 4, 500 Játékvezető: Hajdó (magyar) |

Debreceni VSC-Epona: Téglási - Bodnár (Siklósi 66.), Goian, Constantin - Dombi, Sándor Cs., Böőr, Kovács N., Szatmári - Sabo (Madar T. 91.), Ilea (Bagoly 89.). Edző: Garamvölgyi Lajos.
Zalahús ZTE FC: Vlaszák - Kocsárdi, Strasser, Csóka - Babati (Szabó I Zs. 74.), Szabó II Zs., Molnár B., Arany (Casoltan 46.), Németh T. - Sebők J., Ferenczi (Kámán 74.). Edző: Strausz László.

#### PNB, 23. forduló
| 1999. április 7. | Vác FC-Zollner            | 1 – 1   | Debreceni VSC-Epona | Ligeti Stadion Nézőszám: 1, 000 Játékvezető: Hanacsek (magyar) |
| 1999. április 7. | Füle 33' Nyikos Kovács P. | (1 – 0) | Ilea 61' (11-esből) | Ligeti Stadion Nézőszám: 1, 000 Játékvezető: Hanacsek (magyar) |

Vác FC-Zollner: Hámori I. - Lévai, Nagy T., Nyikos (Romanek 71.), Kasza - Vojtekovszki, Kovács P. (Bábik 71.), Vitelki, Vén - Horváth P., Füle. Edző: Csank János.
Debreceni VSC-Epona: Téglási - Goian - Vadicska, Pető Z. - Sándor Cs. - Böőr, Kovács N., Szatmári (Bodnár 78.) - Sabo (Siklósi 90.), Dombi (Bagoly 9.), Ilea. Edző: Garamvölgyi Lajos.

#### PNB, 24. forduló
| 1999. április 10. | Debreceni VSC-Epona                                       | 6 – 1   | Ferencvárosi TC                    | Oláh Gábor úti Stadion Nézőszám: 7, 500 Játékvezető: Bede (magyar) |
| 1999. április 10. | Sabo 7' 44' 47' Ilea 68' 83' (11-esből) Bodnár 92' Bodnár | (2 – 0) | Nagy N. 64' Szűcs M. Vincze O. 38′ | Oláh Gábor úti Stadion Nézőszám: 7, 500 Játékvezető: Bede (magyar) |

Debreceni VSC-Epona: Téglási - Constantin (Frida 90.) - Bodnár, Pető Z. - Vadicska - Dombi (Siklósi 46.), Sándor Cs., Böőr (Kovács N. 86.), Szatmári - Ilea, Sabo. Edző: Garamvölgyi Lajos.
Ferencvárosi TC: Udvarácz - Telek - Vámosi, Mátyus - Nyilas (Kriston 46.), Lendvai M., Szűcs M. (Selimi 75.), Nagy N. - Vincze O. - Kulcsár, Szabics (Kovács B. 46.). Edző: Marijan Vlak.

#### PNB, 25. forduló
| 1999. április 17. | Videoton FC Fehérvár                 | 1 – 0   | Debreceni VSC-Epona | Sóstói Stadion Nézőszám: 1 000 Játékvezető: Ábrahám (magyar) |
| 1999. április 17. | Kuttor 44' Tóth A. Nagy L. Schindler | (1 – 0) | Bagoly Pető Z.      | Sóstói Stadion Nézőszám: 1 000 Játékvezető: Ábrahám (magyar) |

Videoton FC Fehérvár: Milinte - Tóth A. - Kuttor, Schindler - Györök (Szalai T. 56.), Horváth Cs., Nagy L., Zsivóczky (Szilágyi L. 75.), Róth - Kiss I., Barva (Waltner 64.). Edző: Verebes József.
Debreceni VSC-Epona: Téglási - Goian - Bodnár, Pető Z. - Börő, Sándor Cs., Bagoly, Kovács N. (Siklósi 77.), Szatmári - Sabo (Csehi 35.), Ilea. Edző: Garamvölgyi Lajos.

#### PNB, 26. forduló
| 1999. április 24. | Debreceni VSC-Epona               | 2 – 0   | Nyírség-Spartacus                   | Oláh Gábor úti Stadion Nézőszám: 6, 000 Játékvezető: Piller (magyar) |
| 1999. április 24. | Ilea 30' 34' Sándor Cs. Bodnár 1′ | (2 – 0) | Novák Kondora László B. Baranyi 10′ | Oláh Gábor úti Stadion Nézőszám: 6, 000 Játékvezető: Piller (magyar) |

Debreceni VSC-Epona: Téglási - Bodnár, Goian, Sándor Cs., Pető Z. - Dombi, Vadicska, Szatmári - Sabo (Siklósi 76.) - Böőr (Bagoly 89.), Ilea (Csehi 90.). Edző: Garamvölgyi Lajos.
Nyírség-Spartacus: Vadon - Szatke - Ács, Nagy S., Kiss Gy. - László B., Kondora, Szabó A. (Bessenyei 79.), Karkusz (Márkus 64.) - Baranyi, Novák (Azoitei 47.). Edző: Őze Tibor.

#### PNB, 27. forduló
| 1999. május 1. | Dunaferr SE                                        | 2 – 0   | Debreceni VSC-Epona            | Dunaferr Aréna Nézőszám: 3, 000 Játékvezető: Dubraviczky (magyar) |
| 1999. május 1. | Nicsenko 25' Lengyel 62' (11-esből) Nagy T. Tököli | (1 – 0) | Csehi Vadicska Pető Z. Siklósi | Dunaferr Aréna Nézőszám: 3, 000 Játékvezető: Dubraviczky (magyar) |

Dunaferr SE: Bita - Salamon, Éger, Milovanovic - Zavadszky, Jäkl (Dudás 72.), Rósa H. - Nagy T. (Jeremejev 76.), Lengyel, Kóczián (Tököli 57.) - Nicsenko. Edző: Varga Zoltán.
Debreceni VSC-Epona: Téglási - Goian - Pető Z. - Vadicska, Kovács N., Böőr - Dombi, Siklósi, Szatmári (Madar T. 71.) - Csehi (Bernáth 55.), Ilea. Edző: Garamvölgyi Lajos.

#### PNB, 28. forduló
| 1999. május 5. | Debreceni VSC-Epona     | 0 – 0   | Vasas DH        | Oláh Gábor úti Stadion Nézőszám: 3, 000 Játékvezető: Bede (magyar) |
| 1999. május 5. | Pető Z. Sándor Cs. Sabo | (0 – 0) | Váczi Galaschek | Oláh Gábor úti Stadion Nézőszám: 3, 000 Játékvezető: Bede (magyar) |

Debreceni VSC-Epona: Téglási - Bodnár (Kovács N. 89.), Goian, Sándor Cs., Pető Z. - Dombi, Böőr, Vadicska, Szatmári (Siklósi 70.) - Sabo, Ilea. Edző: Garamvölgyi Lajos.
Vasas DH: Végh - Mónos, Tóth A., Juhár, Maczó - Sowunmi (Koltai 89.), Váczi (Farkasházy 18.), Galaschek, Szilveszter - Hámori F., Pál (Zombori 70.). Edző: Gellei Imre.

#### PNB, 29. forduló
| 1999. május 10. | Kispest-Honvéd FC | 0 – 0   | Debreceni VSC-Epona | Bozsik József Stadion Nézőszám: 1, 000 Játékvezető: Kiss B. (magyar) |
| 1999. május 10. | Plókai A.         | (0 – 0) | Vadicska Bodnár     | Bozsik József Stadion Nézőszám: 1, 000 Játékvezető: Kiss B. (magyar) |

Kispest-Honvéd FC: Vezér - Csáki - Plókai A., Medgyesi - Dubecz, Gabala, Zováth, Török (Kane 55.), Pintér (Schultz L. 46.) - Kabát (Csertői 74.), Borgulya. Edző: Gálhidi György.
Debreceni VSC-Epona: Téglási - Goian - Bodnár, Szatmári (Madar T. 58.) - Böőr (Csehi 87.), Kovács N., Bagoly, Sándor Cs., Vadicska - Dombi, Ilea (Siklósi 64.). Edző: Garamvölgyi Lajos.

#### PNB, 30. forduló
| 1999. május 15. | Debreceni VSC-Epona | 1 – 1   | Haladás-Milos                     | Oláh Gábor úti Stadion Nézőszám: 3, 000 Játékvezető: Hanyecz (magyar) |
| 1999. május 15. | Sabo 47' Goian      | (0 – 1) | Nagy Cs. 35' Kocsis Zugor Bonchis | Oláh Gábor úti Stadion Nézőszám: 3, 000 Játékvezető: Hanyecz (magyar) |

Debreceni VSC-Epona: Téglási - Goian - Vadicska, Pető Z. - Dombi, Sándor Cs., Kovács N. (Bernáth 46.), Böőr, Szatmári (Siklósi 46.) - Sabo (Csehi 79.), Ilea. Edző: Garamvölgyi Lajos.
Haladás-Milos: Takács T. - Zugor - Varga K., Horváth A. - Bonchis, Vidóczi (Árgyelán 77.Ö, Balog Cs., Nagy Cs., Tóth P. - Fehér Cs. (Sátori 89.), Kocsis (Bodor I. 59.). Edző: Mihalecz István.

#### PNB, 31. forduló
| 1999. május 24. | III. Kerület FC-AT          | 1 – 5   | Debreceni VSC-Epona                                | Hévízi úti Stadion Nézőszám: 500 Játékvezető: Hajdó (magyar) |
| 1999. május 24. | Stranyóczky 80' Kilik Lázár | (0 – 2) | Ilea 22' 44' 63' Bagoly 55' Csehi 77' Bagoly Frida | Hévízi úti Stadion Nézőszám: 500 Játékvezető: Hajdó (magyar) |

III. Kerület FC-AT: Tóth I. - Gáspár - Gál, Kilik - Kovács N., Tordai (Szőlősi 68.), Lázár, Stranyóczky, Pálfi (Gyura 61.) - Wukovics, Juhos (Lendvai P. 46.). Edző: Schróth Lajos.
Debreceni VSC-Epona: Téglási - Frida - Bodnár, Szatmári - Dombi, Bagoly (Siklósi 70.), Sándor Cs., Vadicska, Böőr - Sabo (Csehi 70.), Ilea. Edző: Garamvölgyi Lajos.

#### PNB, 32. forduló
| 1999. május 29. | Debreceni VSC-Epona          | 3 – 1   | MTK Hungária FC          | Oláh Gábor úti Stadion Nézőszám: 6 000 Játékvezető: Cserna (magyar) |
| 1999. május 29. | Sabo 10' Ilea 45' 50' Bodnár | (2 – 0) | Illés 75' Halmai Komlósi | Oláh Gábor úti Stadion Nézőszám: 6 000 Játékvezető: Cserna (magyar) |

Debreceni VSC-Epona: Erdélyi - Pető Z. - Bodnár, Vadicska - Dombi, Sándor Cs., Bagoly, Szatmári, Böőr (Madar T. 89.) - Sabo (Csehi 79.), Ilea (Siklósi 83.). Edző: Garamvölgyi Lajos.
MTK Hungária FC: Babos G. - Lőrincz E. - Babos Á., Komlósi, Szamosi - Erős K. (Elek 65.), Halmai, Balaskó (Giba 73.), Madar Cs. - Illés - Preisinger (Lipcsei M. 55.). Edző: Egervári Sándor.

#### PNB, 33. forduló
| 1999. június 12. | Gázszer FC                                 | 2 – 1   | Debreceni VSC-Epona                  | Stadler Stadion Nézőszám: 300 Játékvezető: Piller (magyar) |
| 1999. június 12. | Tiber 35' Urbonas 45' Salacz J. Bekő Simek | (2 – 1) | Zimmermann 19' (öngól) Vadicska Böőr | Stadler Stadion Nézőszám: 300 Játékvezető: Piller (magyar) |

Gázszer FC: Kövesfalvi - Korol - Urbonas, Salacz J. - Simek, Dulic, Dvéri, Zimmermann, Bekő - Földes, Tiber (Móri 82.). Edző: Hartyáni Gábor.
Debreceni VSC-Epona: Téglási - Goian - Bodnár, Pető Z. - Dombi, Sándor Cs., Vadicska, Bagoly (Szatmári 74.), Böőr - Sabo (Csehi 74.), Ilea. Edző: Garamvölgyi Lajos.

#### PNB, 34. forduló
| 1999. június 16. | Debreceni VSC-Epona | 1 – 0   | Siófok FC | Oláh Gábor úti Stadion Nézőszám: 4, 500 Játékvezető: Kiss B. (magyar) |
| 1999. június 16. | Ilea 18' (11-esből) | (1 – 0) |           | Oláh Gábor úti Stadion Nézőszám: 4, 500 Játékvezető: Kiss B. (magyar) |

Debreceni VSC-Epona: Téglási - Bodnár (Bernáth 68.), Goian, Sándor Cs., Pető Z. - Dombi, Böőr, Bagoly, Szatmári (Siklósi 72.) - Ilea, Sabo (Csehi 82.). Edző: Garamvölgyi Lajos.
Siófok FC: Posza - Szabadi, Bimbó, László A. - Soós (Csoknay 64.), Kovács B., Pest K., Sallai T., Perger - Ördög (Kun 77.), Lukács (Szabó Z. 52.). Edző: Mészáros József.

#### Végeredmény
| #  | Csapat               | M  | Gy | D  | V  | Lg | Kg | Gk  | P  | Megjegyzés |
| -- | -------------------- | -- | -- | -- | -- | -- | -- | --- | -- | ---------- |
| 1  | MTK Hungária FC      | 34 | 27 | 2  | 5  | 77 | 26 | +51 | 83 |            |
| 2  | Ferencvárosi TC      | 34 | 19 | 7  | 8  | 61 | 40 | +21 | 64 |            |
| 3  | Újpest FC            | 34 | 20 | 3  | 11 | 58 | 40 | +18 | 63 |            |
| 4  | Győri ETO FC         | 34 | 16 | 11 | 7  | 53 | 39 | +14 | 59 |            |
| 5  | Dunaferr SE          | 34 | 17 | 6  | 11 | 54 | 46 | +8  | 57 |            |
| 6  | Vasas DH             | 34 | 15 | 10 | 9  | 51 | 44 | +7  | 55 |            |
| 7  | Zalahús ZTE FC       | 34 | 15 | 8  | 11 | 43 | 37 | +6  | 53 |            |
| 8  | Diósgyőri FC         | 34 | 14 | 9  | 11 | 56 | 54 | +2  | 51 |            |
| 9  | Debreceni VSC-Epona  | 34 | 14 | 7  | 13 | 53 | 39 | +14 | 49 |            |
| 10 | Vác FC-Zollner       | 34 | 13 | 10 | 11 | 51 | 49 | +2  | 49 |            |
| 11 | Gázszer FC           | 34 | 11 | 11 | 12 | 37 | 40 | −3  | 44 |            |
| 12 | Kispest-Honvéd       | 34 | 11 | 9  | 14 | 38 | 50 | −12 | 42 |            |
| 13 | Nyírség-Spartacus    | 34 | 10 | 9  | 15 | 46 | 52 | −6  | 39 |            |
| 14 | Haladás-Milos        | 34 | 10 | 6  | 18 | 39 | 54 | −15 | 36 |            |
| 15 | BTV-Siófok FC        | 34 | 7  | 9  | 18 | 32 | 49 | −17 | 30 |            |
| 16 | Videoton FC Fehérvár | 34 | 7  | 9  | 18 | 36 | 54 | −18 | 30 |            |
| 17 | BVSC-Zugló FC        | 34 | 7  | 6  | 21 | 34 | 53 | −19 | 27 |            |
| 18 | III. Kerület FC-AT   | 34 | 4  | 6  | 24 | 40 | 93 | −53 | 18 |            |

Forrás: [forrás?]
Rendezési elv: 1. pontszám; 2. gólkülönbség; 3. lőtt gólok.
# = helyezés; M = játszott meccsek száma; Gy = győzelmek; D = döntetlenek; V = vereségek; Lg = lőtt gólok; Kg = kapott gólok; Gk = gólkülönbség; Pont = pontok; (B) = bajnok; (K) = kiesett; (F) = feljutott.

|  | A Bajnokok Ligája selejtezőjének második körébe jut     |
|  | Az UEFA-kupa selejtezőjének első fordulójába jut        |
|  | UEFA Intertotó Kupa selejtezőjének első fordulójába jut |
|  | Kiesők                                                  |

### Magyar kupa

#### Magyar kupa 16 közé jutásért
| 1998. október 28. | Lébény-Földgép-Argo                | 1 – 3   | Debreceni VSC-Epona                  | Lébény Nézőszám: 600 Játékvezető: Molnár J. (magyar) |
| 1998. október 28. | Kersei 52' Makai 36' Gulyás L. 79' | (0 – 1) | Sabo 30' Ilea 49' Csehi 57' Sabo 18' | Lébény Nézőszám: 600 Játékvezető: Molnár J. (magyar) |

Lébény-Földgép-Argo: Dold - Gulyás L., Limp, Gulyás I., Horváth I T. - Moór (Fülöp J. 86.), Kersei, Oláh, Makai - Horváth II T. (Tóth D. 67.), Kovács Á. (Gősi 72.). Edző: Keglovich Ferenc.
Debreceni VSC-Epona: Téglási - Goian - Bodnár (Bagoly 79.), Szatmári - Sándor Cs., Sabo (Madar T. 46.), Vadicska, Bernáth, Böőr - Csehi, Ilea (Ulveczki 84.). Edző: Garamvölgyi Lajos.

#### Magyar kupa, nyolcaddöntő
| 1998. november 11. | Vasas DH                                                             | 2 – 3   | Debreceni VSC-Epona                                       | Illovszky Rudolf Stadion Nézőszám: 1, 000 Játékvezető: Cserna (magyar) |
| 1998. november 11. | Zombori 2' Váczi 45' Váczi 48' Aranyos 68' Zombori 76' Hámori F. 92' | (2 – 0) | Sabo 47' 89' Bodnár 68' (11-esből) Siklósi 26' Bodnár 67' | Illovszky Rudolf Stadion Nézőszám: 1, 000 Játékvezető: Cserna (magyar) |

Vasas DH: Végh - Juhár - Mónos, Geress (Szilveszter 46.), Tóth A., Aranyos - Farkasházy (Gricajuk 63.), Galaschek, Zombori - Váczi, Pál (Hámori F. 73.). Edző: Gellei Imre.
Debreceni VSC-Epona: Téglási - Goian - Bodnár, Pető Z. - Sabo (Frida 90.), Vadicska, Bagoly, Sándor Cs., Böőr - Csehi (Szabó J. 91.), Siklósi (Ulveczki 82.). Edző: Garamvölgyi Lajos.

#### Magyar kupa, negyeddöntő
| 1999. március 17. | Debreceni VSC-Epona                     | 3 – 1   | Diósgyőri FC                                                       | Oláh Gábor úti Stadion Nézőszám: 4, 500 Játékvezető: Cserna (magyar) |
| 1999. március 17. | Ilea 56' Sabo 84' Dombi 90' Pető Z. 13' | (0 – 0) | Domokos 69' Szabó T. 27′, 30′ Smiljanic 58' Földvári 60' Kiser 78' | Oláh Gábor úti Stadion Nézőszám: 4, 500 Játékvezető: Cserna (magyar) |

Debreceni VSC-Epona: Fekete - Bodnár, Goian, Sándor Cs., Pető Z. (Siklósi 62.) - Dombi, Vadicska, Böőr, Szatmári (Constantin 89.) - Sabo, Ilea. Edző: Garamvölgyi Lajos.
Diósgyőri FC: Rácz - Földvári, Smiljanic, Téger, Kovács T. - Turóczi (Ternován 20.), Kiser, Szabó T., Buzás - Domokos (Farkas J. 73.), Egressy. Edző: Szapor Gábor.

#### Magyar kupa, elődöntő
| 1999. április 15. | Debreceni VSC-Epona        | 2 – 1   | Győri ETO FC                               | Oláh Gábor úti Stadion Nézőszám: 5, 500 Játékvezető: Hanyecz (magyar) |
| 1999. április 15. | Dombi 7' Sabo 24' Sabo 82' | (2 – 1) | Korsós Gy. 18' Baumgartner 57' Csiszár 68' | Oláh Gábor úti Stadion Nézőszám: 5, 500 Játékvezető: Hanyecz (magyar) |

Debreceni VSC-Epona: Téglási - Goian - Bodnár, Sándor Cs., Pető Z. - Dombi (Siklósi 67.), Böőr, Kovács N., Szatmári (Csehi 86.) - Ilea, Sabo (Bagoly 90.). Edző: Garamvölgyi Lajos.
Győri ETO FC: Molnár L. - Lakos - Korsós Gy., Stark (Bognár 64.) - Zahorán (Szarvas 33.), Somogyi J., Csiszár, Salagean - Baumgartner, Balla, Vayer. Edző: Reszeli Soós István.

#### Magyar kupa, döntő
| 1999. május 20. | Debreceni VSC-Epona                                | 2 – 1   | Lombard FC Tatabánya                                   | Ligeti Stadion Nézőszám: 12, 000 Játékvezető: Puhl (magyar) |
| 1999. május 20. | Bagoly 22' Gelei 80' (öngól) Dombi 17' Pető Z. 71' | (1 – 0) | Kiprich 50' Bukva 10' Tüske 27' Kiprich 57' Szalma 76' | Ligeti Stadion Nézőszám: 12, 000 Játékvezető: Puhl (magyar) |

Debreceni VSC-Epona: Téglási - Goian - Bodnár (Szatmári 89.), Pető Z. - Dombi, Sándor Cs., Vadicska, Bagoly, Böőr - Sabo (Csehi 57.), Ilea. Edző: Garamvölgyi Lajos.
Lombard FC Tatabánya: Gelei - Bukva, Szabó V., Szalma, Virág (Van de Merwe 41.) - Süveges, Kovács A. (Csernák 67.), Tüske, Szekeres Zs. (Szoboszlai 39.) - Kiprich, Nagy S. Edző: Tóth Bálint.

### UEFA Intertotó-kupa

#### 1. Forduló (első mérkőzések)
| 1998. június 20. | Dnepr-Transmash Mogilev                          | 2 – 4   | Debreceni VSC-Epona                                  | Mahiljov Nézőszám: 7, 000 Játékvezető: Bern (ír) |
| 1998. június 20. | Ogorodnik 45' Kozlov 80' Sverdlov Boltrushevitch | (1 – 2) | Kiss Z. 35' Csehi 44' 63' 76' Vadicska Stupar Sándor | Mahiljov Nézőszám: 7, 000 Játékvezető: Bern (ír) |

Dnepr-Transmash Mogilev: Kharlan - Boltrushevitch, Sverdlov, Klimovitch, Shuneyko - Likhtarovitch (Kapov 52.), Lukashov, Kalatchev, Tchumatchenko - Ogorodnik (Solodukhin 70.), Lanko (Kozlov 59.). Edző: ???
Debreceni VSC-Epona: Fekete - Goian, Szatmári, Stupar (Benczik 46.), Vadicska - Sándor, Böőr, Dombi, Sabo - Csehi (Madar T. 81.), Kiss Z. (Bodnár 73.). Edző: Herczeg András.

#### 1. Forduló (visszavágók)
| 1998. június 27. | Debreceni VSC-Epona                                           | 6 – 0   | Dnepr-Transmash Mogilev | Debrecen, Oláh Gábor úti Stadion Nézőszám: 5, 000 Játékvezető: Jukhansson (svéd) |
| 1998. június 27. | Ilea 29' 45' 64' Kiss Z. 34' 52' Pető Z. 84' Szatmári Pető Z. | (3 – 0) | Klimovich Kozlov        | Debrecen, Oláh Gábor úti Stadion Nézőszám: 5, 000 Játékvezető: Jukhansson (svéd) |

Debreceni VSC-Epona: Fekete - Goian, Szatmári, Stupar, Vadicska (Pető Z. 46.) - Sándor, Böőr, Dombi (Djurisic 68.), Ulveczki (Madar T. 46.) - Kiss Z. Ilea. Edző: Herczeg András.
Dnepr-Transmash Mogilev: Astaptchik - Klimovich (Barabanov 46.), Kapov (Boltrushevitch 39.), Volsky, Shuneyko - Likhtarovitch, Litvinko (Lanko 56.), Romanov, Tchumatchenko - Solodukhin, Kozlov. Edző: ???
Továbbjutott a Debreceni VSC 10–2-es gólkülönbséggel.

#### 2. Forduló (első mérkőzések)
| 1998. július 5. | Debreceni VSC-Epona | 0 – 0 | FC Hradec Králové | Debrecen, Oláh Gábor úti Stadion |
| 1998. július 5. | (0 – 0)             |       |                   | Debrecen, Oláh Gábor úti Stadion |

#### 2. Forduló (visszavágók)
| 1998. július 12. | FC Hradec Králové | 1 – 1   | Debreceni VSC-Epona | Hradec Králové |
| 1998. július 12. | Jukl              | (1 – 0) | Csehi               | Hradec Králové |

Továbbjutott a Debreceni VSC 1–1-es gólkülönbséggel, idegenben lőtt góllal.

#### 3. Forduló (első mérkőzések)
| 1998. július 18. | Debreceni VSC-Epona | 1 – 1   | FC Hansa Rostock | Debrecen, Oláh Gábor úti Stadion |
| 1998. július 18. | Vadicska            | (0 – 0) | Agali            | Debrecen, Oláh Gábor úti Stadion |

## Játékoskeretek

### PNB
| # |              | Poszt | Név                |
| - | ------------ | ----- | ------------------ |
| # | Magyarország | K     | Erdélyi Miklós     |
| # | Magyarország | K     | Fekete Róbert      |
| # | Magyarország | K     | Téglási Gábor      |
| # | Magyarország | V     | Bernáth Csaba      |
| # | Magyarország | V     | Bodnár László      |
| # | Románia      | V     | Constantin, Cornel |
| # | Magyarország | V     | Frida Ferenc       |
| # | Románia      | V     | Goian, Liviu       |
| # | Magyarország | V     | Pető Zoltán        |
| # | Románia      | V     | Stupar, Dan        |
| # | Magyarország | KP    | Bagoly Gábor       |
| # | Magyarország | KP    | Benczik Zsolt      |
| # | Magyarország | KP    | Böőr Zoltán        |

| # |              | Poszt | Név             |
| - | ------------ | ----- | --------------- |
| # | Magyarország | KP    | Dombi Tibor     |
| # | Magyarország | KP    | Kovács Norbert  |
| # | Magyarország | KP    | Madar Tamás     |
| # | Románia      | KP    | Sabo, Radu      |
| # | Magyarország | KP    | Sándor Csaba    |
| # | Magyarország | KP    | Szatmári Csaba  |
| # | Magyarország | KP    | Ulveczki Zoltán |
| # | Magyarország | KP    | Vadicska Zsolt  |
| # | Magyarország | CS    | Bajzát Péter    |
| # | Magyarország | CS    | Csehi Zoltán    |
| # | Románia      | CS    | Ilea, Nicolae   |
| # | Magyarország | CS    | Kiss Zoltán     |
| # | Magyarország | CS    | Siklósi Csaba   |